# Arroyo Seco, Florencio Villarreal
Arroyo Seco är en ort i Mexiko.   Den ligger i kommunen Florencio Villarreal och delstaten Guerrero, i den södra delen av landet, 300 km söder om huvudstaden Mexico City. Arroyo Seco ligger 39 meter över havet och antalet invånare är 209.
Terrängen runt Arroyo Seco är huvudsakligen platt, men åt nordost är den kuperad. Runt Arroyo Seco är det ganska tätbefolkat, med 65 invånare per kvadratkilometer. Närmaste större samhälle är Cruz Grande, 2,7 km norr om Arroyo Seco. Omgivningarna runt Arroyo Seco är en mosaik av jordbruksmark och naturlig växtlighet.